# Manta – Der Film

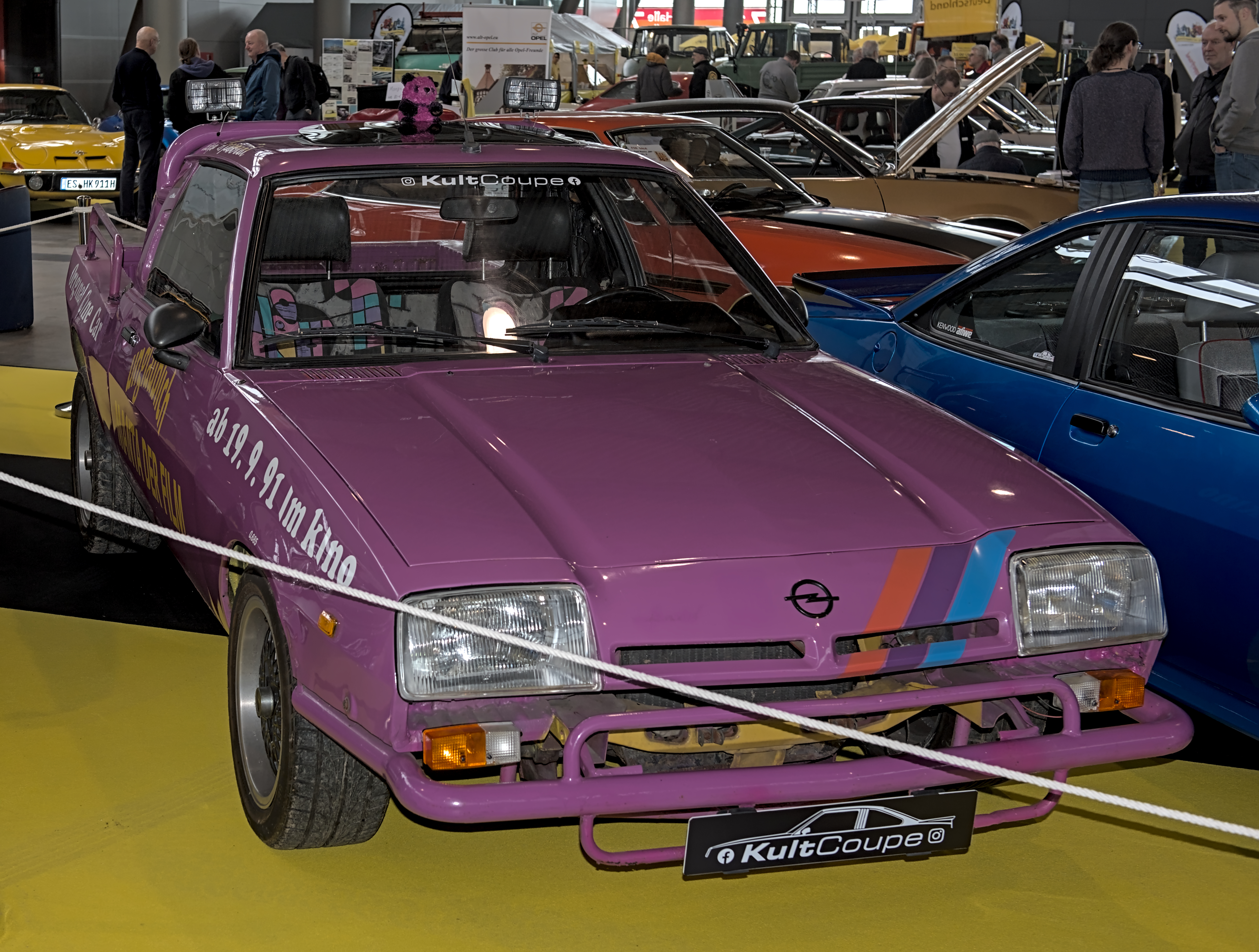
Opel Manta Pick-up aus dem Film

Manta – Der Film ist eine deutsche Actionkomödie aus dem Jahr 1991, die von Royal Film in der Regie von Peter Timm produziert wurde. Er kam vier Wochen vor Manta Manta, der ebenso den Opel Manta zum Thema hat, in die deutschen Kinos. Beide Filme erschienen im Zusammenhang mit den in den frühen 1990er Jahren sehr beliebten Mantawitzen.
Kinostart war der 19. September 1991. Der Film erhielt das FBW-Prädikat „wertvoll“ und schaffte es bis auf Platz 1 der deutschen Kinocharts und hielt sich dort mehrere Wochen. Der Pay-TV-Sender Premiere sendete die Komödie anlässlich seines zweijährigen Bestehens unverschlüsselt zur Hauptsendezeit. Zudem gab es danach mehr als 40 Ausstrahlungen im Fernsehen.

## Handlung
Manfred Grabowski, ein 17-jähriger Lehrling, macht gerade den Führerschein beim mantafahrenden Fahrlehrer Theo. Um seine Mit(fahr)schülerin Tina und seinen Freund Sven zu beeindrucken, die beide im Golf-Club sind, will er sich so schnell wie möglich einen Golf GTI kaufen. Deshalb trägt er sogar Prospekte aus. Auf einem dieser Botengänge lotst ihn sein Freund Sven ins Squash-Center. Durch sein gentlemanhaftes Verhalten beeindruckt er die vorher arrogant daherkommende Tina so stark, dass sie ihn zum Freund nimmt. Einen Tag vor seinem 18. Geburtstag gewinnt er durch eine mütterlicherseits abgegebene Rätsellösung ausgerechnet einen aufgemotzten Opel Manta. Obwohl er sich für den Manta schämt, bleibt ihm nichts anderes übrig, als Tina damit abzuholen, da sein Vater sein Erspartes auf zwei Jahre angelegt hat. Auf dem Weg zum Golfclub-Etablissement und auch darin werden die beiden wegen des Autos so verspottet, dass Tina sich Phil zuwendet und diesen nach Hause begleitet.
Als Manfred seine Tina an Phil, der sie als Nacktfotomodell werben will, verloren glaubt, zerkratzt er wütend Phils Golf-Motorhaube und wird von Tina geohrfeigt. Er rast in die Nacht, hält am alten Fabrikgelände und überschüttet sein Auto mit Benzin. Kurz bevor die Flammen der Benzinlunte das Auto erreichen, wird es von einem mysteriösen dreiachsigen schwarzen Manta durch leichtes Anschieben vor dem Feuer gerettet. Am Steuer des schwarzen Manta saß der Automechaniker Sascha, den er vor der Aufgabe einer Verkaufsanzeige aufgesucht hatte, um für den Manta einen Golf GTI im Tausch zu bekommen. Der Versuch der Anzeigenaufgabe endet allerdings mit der Aufnahme im Mantaclub, da die Schreibkraft der Kleinanzeigenannahme in jenem gleichzeitig Schriftführerin ist und ihm postwendend das Aufnahmeformular zur Unterschrift unterschiebt. Obwohl er nur sein Auto loswerden will, wird er nach bestandener theoretischer und praktischer Prüfung feierlich aufgenommen. Zur Feier kommt es aber aufgrund von Phils Intervention nicht mehr.
Sein Angriff auf die Mantareifen eskaliert zum Handgemenge zwischen den Clubs. Fahrlehrer Theo beruhigt die erhitzten Gemüter, indem er zur Streitschlichtung ein Rennen „Golf gegen Manta“ vorschlägt – nicht ohne Hintergedanken, da er über das mit Abstand stärkste Fahrzeug verfügt. Doch Sascha verschafft Manfred durch den ominösen 300 PS starken Manta den Startplatz. Das Rennen beginnt und scheint verloren, als Phil Manfred abdrängt und der Manta gegen eine Baggerschaufel kracht. Tina bittet Phil anzuhalten, um nach Manfred zu schauen. Doch als er dagegen ist, kommt es zu einem Streit, Phils Golf überschlägt sich und geht in Flammen auf. Manfred hält daraufhin mit dem längsseits aufgerissenen Manta auf drei Rädern an der Unglücksstelle und rettet Tina aus dem brennenden Wrack. So gewinnt er zwar nicht das Rennen, aber ihre Zuneigung und die Anerkennung der Mitglieder beider Clubs.

## Produktion
Der im Film gezeigte dreiachsige Manta wurde vom Schweizer Stunt-Coordinator François Doge gebaut. Es gab drei Exemplare, von denen eines bei den Dreharbeiten zerstört wurde. Ein Exemplar erwarb die Bavaria-Filmtour und stellte es in Grünwald aus, wo der Wagen über Jahre im Freien stand und schließlich verrottete. Der Verbleib ist unbekannt, ebenso wie der des dritten Wagens, der in Längsrichtung geteilt wurde und trotzdem fahrfähig war.

## Soundtrack
1991 wurde eine Soundtrack-Doppel-LP und -CD veröffentlicht, die Musik aus dem Film und weitere passende Stücke enthält. Das Titelstück des Films Manta ’91 von Norbert und die Feiglinge eröffnet das Doppelalbum, ein weiterer Titel ist Golf GTI von den Fantastischen Vier. Zudem sind im Laufe des Filmes Marianne Rosenberg mit Er gehört zu mir, Golden Earring mit Radar Love sowie Helge Schneider mit ladi-ladi-ho zu hören und Matthias Reim mit seinem Song Verdammt, ich lieb’ Dich. Zum Ende des Filmes hört man ein Cover von Europes The Final Countdown. Nicht im Film gespielt werden hingegen unter anderem The Power von Snap!, Hier kommt Kurt von Frank Zander, Ich bin der Martin, ne …?! von Diether Krebs und die Lassie Singers.
Tracks:
- A1 Norbert und die Feiglinge – Manta ’91
- A2 Marianne Rosenberg – Er gehört zu mir
- A3 Diether Krebs & Gundula – Ich bin der Martin, ne …?! (Martin My Love) (Tanzversion)
- A4 Extrabreit – Flieger Grüß Mir Die Sonne
- A5 2 in a Room – Wiggle It (Radio Mix)
- A6 Strassenjungs – Duell
- A7 Samantha Fox – Touch Me (I Want Your Body)
- A8 Suurbiers – Möpse
- A9 Helge Schneider – Ladiladiho
- B1 EAV (Erste Allgemeine Verunsicherung) – Märchenprinz
- B2 Die Ärzte – Teenagerliebe
- B3 Snap! – The Power
- B4 Scorpions – Still Loving You
- B5 Culture Beat – No Deeper Meaning (Airplay Mix)
- B6 Rudolf Rock und die Schocker – Lederzwang
- B7 Spoiler – Fahrn, Fahrn, Fahrn
- B8 Black Man’s Wagon – Dope For Your Soul
- C1 Europe – The Final Countdown
- C2 B.O.Y. – B.O.Y. (Because Of You)
- C3 Bert Suplie – Tinalie
- C4 Die Härte – Tina Steht Auf GTI
- C5 Oliver Cheatham – Put A Little Love In Your Heart
- C6 Golden Earring – Radar Love
- C7 A Run For Cover – For Money
- C8 Di Le Tanten – Abflug I
- D1 Matthias Reim – Verdammt, ich lieb’ Dich
- D2 Benny Quick – Motorbiene
- D3 Nadja Brennicke – Du Musst Es Sein
- D4 Right Said Fred – I’m Too Sexy
- D5 Mario Irrek – Chici Mici
- D6 Die Fantastischen Vier – Golf GTI
- D7 Frank Zander – Hier Kommt Kurt
- D8 Lassie Singers – Falsche Gedanken

## Medien
Den Film veröffentlichte die UFA am 18. März 1992 auf VHS-Videokassette. Seit dem 13. Januar 2004 ist er auch auf DVD erhältlich. Die Soundtrack-Doppel-LP/CD/Kassette erschien bei Sony Music Entertainment.

## Kritik
„Komödiantische Geschichte um den ‚Manta-Kult‘ und die entsprechenden Witze – milieugenau, professionell inszeniert und mit einer perfekten Actionsequenz.“

Die Deutsche Film- und Medienbewertung FBW in Wiesbaden verlieh dem Film das Prädikat wertvoll.